# Castelnuovo dei Sabbioni
Castelnuovo dei Sabbioni (auch Castelnuovo d’Avane oder Castelnuovo di Cavriglia) ist ein Ortsteil (Fraktion, italienisch frazione) der italienischen Gemeinde Cavriglia in der Provinz Arezzo in der Toskana.

## Geografie
Der Ort liegt etwa 3,5 km nordwestlich des Hauptortes Cavriglia, etwa 35 km westlich der Provinzhauptstadt Arezzo und etwa 30 km südöstlich der Regionalhauptstadt Florenz im oberen Arnotal. Der Ort liegt bei 280 m s.l.m. und hatte 2001 1083 Einwohner. 2011 waren es 1242 Einwohner. Der Ort besteht aus dem mittelalterlichen, fast verlassenen Teil (Borgo vecchio) und dem neuen Ort kurz südlich der ehemaligen Burg.

## Geschichte
Erstmals erwähnt wurde der Ort 1120 als Castrum Novum in einem Dokument des Klosters Badia a Coltibuono. In der Schlacht von Montaperti 1260 kämpfte der Ort an der Seite von Florenz. Trotz der verlorenen Schlacht verblieb der Ort im Machtbereich von Florenz, erhielt am 5. Oktober 1294 durch Giano della Bella ihre vollen Rechte von Florenz zurück und wurde Teil der Lega d’Avane. Am 4. Juli 1944 wurden bei dem Massaker von Cavriglia durch Fallschirm-Panzer-Division 1 Hermann Göring in Castelnuovo dei Sabbioni 73 Menschen getötet. Ab 1956 wurde das Borgo vecchio nach und nach entvölkert, um dem Braunkohleabbau der Enel zu weichen. 2002 kaufte die Gemeinde Cavriglia das Borgo vecchio von der Enel, 2012 wurde dort, linksseitig der Kirche, das Minenmuseum eröffnet.

## Sehenswürdigkeiten

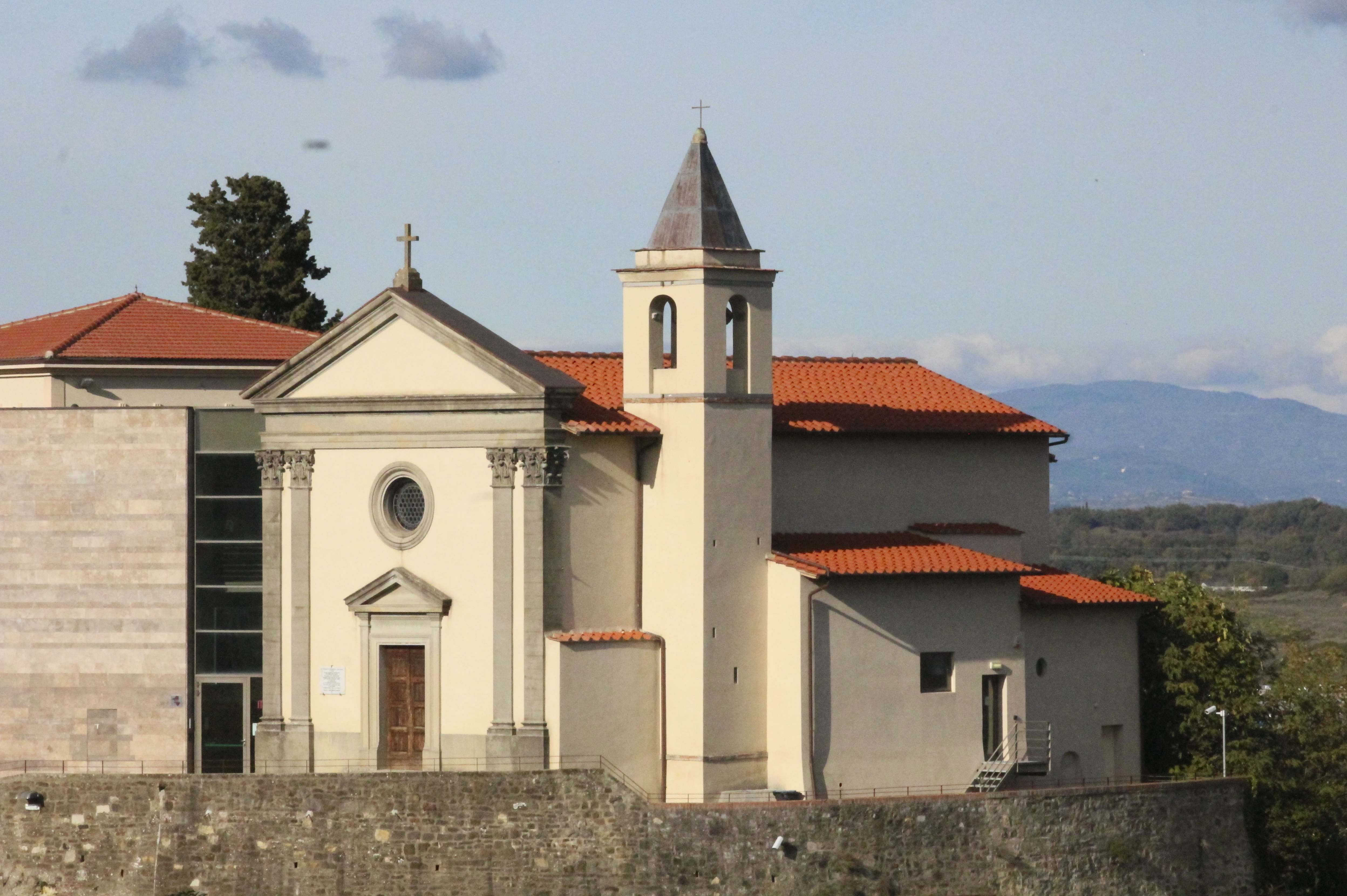
Die Kirche San Donato im Borgo Vecchio

- San Donato, ehemalige Kirche im Ortskern des Borgo vecchio. Die Kirche entstand auf Teilen der ehemaligen Burg.
- Museo delle Miniere e del territorio, Bergbaumuseum[6]
- San Donato, Kirche aus dem 20. Jahrhundert, die zum Bistum Fiesole gehört.[7]
- Murales, Murales von 76 m Länge und einer Fläche von 305 m² von Venturino Venturi. Die Metallskulptur Uomo che si libra (auch Monumento ai caduti della resistenza) entstand 1985, die Murales bis 1991. Das Werk wurde am 4. Juli 1992 eingeweiht.[8]